# 홀리랜드 (만화)
《홀리랜드》(ホーリーランド)는 일본의 만화가 모리 고지의 만화이다. 2005년에는 텔레비전 드라마화되어 TV 도쿄에서 2005년 4월 1일부터 방영되었다.

## 텔레비전 드라마

### 일본

#### 방영 목록

##### 제1화
- 부제 : 〈무소년(無少年)〉
- 방영일 : 2005년 4월 1일

이자와 마사키는 불량 소년들과의 싸움이 끊이질 않는 시모키타에서는 거리 위의 카리스마라 불리며 존경을 받고 있는 존재다.
어느 날 다이자와 고교의 야기가 누군가에 의해 공격 당해 쓰러져 있는 모습을 본 마사키는 친구들에게서 양키 사냥에 대한 소문을 듣는다.
최근 여기 저기에서 양키가 습격을 받고 있다는 소문이었다.
마사키는 야기의 상태를 보고 상대는 복싱에 능숙한 인물임을 확신한다.
그즈음 마사키의 여동생 마이는 시모키타를 밤에 배회하는 동급생을 만나 말을 건넨다.
그의 이름은 카미시로 유우였다.
그런데 반에서도 그다지 눈에 띄질 않고 소심해 보이는 유우의 주먹에는 웬일인지 피가 묻어 있었다.

##### 제2화
- 부제 : 〈기분 좋은 밤(優しい夜)〉
- 방영일 : 2005년 4월 8일

시모키타 거리를 방황하는 유우의 앞에 세타가야 상업의 양키들이 나타난다. 유우가 양키 사냥이라는 사실을 알고 이름을 알리기 위해 습격하려 한 것이지만, 오히려 간단히 쓰러지고 만다.
도망치듯 자리를 뜬 유우에게 게임센터 앞에서 동급생인 카네다 신이치가 말을 걸어온다. 그리고 얘기하던 중 양키와 얽힐 뻔하지만 신이치의 재치로 무사히 넘어가는 유우.
이게 계기가 되어 신이치와 가까워지기 시작한 유우는 마이도 포함해 동급생들과 어울리게 된다.
이제서야 친구가 생겼음을 느끼기 시작하는 유우. 하지만, 세타가야 사업의 보스 요시이가 양키사냥꾼을 잡기 위해 움직이기 시작하는데….

##### 제3화
- 부제 : 〈내가 있을 곳(居場所)〉
- 방영일 : 2005년 4월 15일

마이 일행과의 더블 데이트에서 '마이가 너에게 마음이 있는 게 아니냐'는 농담에 유우는 부정하면서도 기분 좋아하는 자신을 깨닫는다.
이곳이 자신이 있을 곳이라 느끼기 시작한 유우. 하지만 이런 평온한 시간도 잠시, 둘이 집에 가던 중에 들른 게임센터에는 세타가야 상업의 요시이 하지메가 뿌려놓은 유도선수 이와토가 잠복하고 있었다.
유우가 양키 헌터라는 걸 모르는 신이치는 그럴 리가 없다는 유우에게 침통한 표정만 지을 뿐 부정하지는 않는다. 그리고 믿기지 않아하는 신이치를 옆에 두고 이와토와의 싸움을 시작하는데….

##### 제4화
- 부제 : 〈카리스마(カリスマ)〉
- 방영일 : 2005년 4월 22일

#### 등장인물
- 카미시로 유우 (神代ユウ) 역 - 이시가키 유마

마음이 약하고 내성적인 소년. 이지메를 당하여 등교 거부하게 된 이른바 ‘은둔 생활을 하는 외톨이’ 신세였지만, 어느 사소한 일을 계기로 복싱교본을 접하게 되고 혼자 방에서 쉐도우를 반복하게 된다. 그것은 반복을 통해 너무나도 싫었던 자신을 잊기 위해서였는지도 모른다. 그리고 자신이 있을 수 있는 곳을 찾기 위해 어느덧 젊은이들이 모이는 시모키타 거리를 배회하게 된다. 이제 몸에 밴 펀치로 자신에게 겁을 주려고 다가온 불량배들을 회전 무력 공격을 한 후로, 자신도 모르는 사이에 “양키 사냥 복서”의 이름으로 불리고 있다. 그 후 폭력은 폭력을 부르고, 이야기는 막을 열게 된다.
- 이자와 마사키 (伊沢マサキ) 역 - 토쿠야마 히데노리

그룹이나 다른 사람들과의 관계도 없이 현존하고 있기 때문에 “노상의 카리스마”라고까지 불리고 있는 남자. 시모키타에서의 존재감은 압도적이며, 경의를 표하지 않는 사람이 없을 정도다. 인터하이 출장 경험도 있는 복싱과 그 전에 도장에서 배운 가라테, 이 두 개의 전통 타격계 격투기를 베이스로, 스트리트의 특화를 완수한, 확실히 노상 격투의 궁극을 몸으로 느끼고 있는 남자. 사소한 계기로 만나게 된 유우가 자꾸 신경이 쓰이게 되어 자기도 모르는 사이에 유우의 인도자가 되어간다.
- 카네다 신이치 (金田シンイチ) 역 - 아오야마 소타

밤거리에서 만난 유우에게 있어서는 첫 번째 친구. 통칭 신짱. 유우의 클래스 메이트로, 항상 어둡고 괴롭힘당하던 유우를 차별없이 대하고 밝고 명랑한 성격의 무드 메이커. 싸움은 전혀 안 되지만 심지는 굳건하다. 유우에게 둘도 없는 친구가 된다.
- 이자와 마이 (伊沢マイ) 역 - 미즈타니 유리

“노상의 카리스마”인 이자와 마사키의 여동생으로, 유우의 클래스 메이트. 학교에서 상상할 수 없는 모습으로 시모키타를 헤매는 유우를 발견하고 말을 건다. 옛날의 오빠와 같은 분위기를 풍기는 유우가 신경 쓰이고 있다.
- 미도리가와 쇼고 역 - 스즈키 신지

다이자와고의 1학년. 체격이 불리한 것을 커버하기 위해서 여러 가지로 단련한 결과 근육으로 만들어진 작은 몸으로 독자적인 이론을 가진 어레인지 가라테를 사용한다. "양키 사냥 복서"로 알려져 있던 유우에게 흥미를 가져 도전장을 내민다. 하지만 유우, 신이치 무리와 접하면서 점차 허물 없이 지내게 된다.
- 이와토 (Iwato, 岩戸) 역 - 우에키 키요히코

기분에 따른 유도 기술을 쓰는 사람으로 유우를 괴롭힌다.
- 츠치야 (Tsuchiya, 土屋) 역 - 우메미야 테츠

레슬링 기술을 사용하는 사람.
- 카토 (カトー) 역 - 유게 토모히사

다이자와 고교 중퇴. 일절 격투기 경험을 가진 적은 없지만 존재 자체가 흉기.
- 타카 (タカ) 역 - 미야타 다이조

세타가야 상업 검도부에 소속하는 독불 장군.

### 대한민국 드라마
수퍼 액션에서 제작하고 2012년 4월 28일부터 5월 19일까지 매주 토요일 오후 11시부터 총 4회에 걸쳐 방영하였다.

#### 출연진
- 동호 : 강유 (카미시로 유우) 역
- 성웅 : 전상호 (이자와 마사키) 역
- 주다영 : 전상미 (이자와 마이) 역
- 훈 : 강태식 (미도리가와 쇼고) 역

## 참고 문헌
1. 1 2 3  “홀리랜드 :: TV.co.kr”. 2016년 3월 4일에 원본 문서에서 보존된 문서. 2009년 5월 13일에 확인함.
2. ↑  http://tv.co.kr/drama/review/dramaReview.html?drama_idx=1291&channel=drama&subPageType=character 보관됨 2016-09-17 - 웨이백 머신 -ID: akauki